# Michel Callon
Michel Callon (1945-28 de julio de 2025) fue un sociólogo e ingeniero francés. Desde 1967 es profesor de sociología en la École des Mines de Paris (Escuela Nacional Superior de Minería de París) y miembro investigador del Centre de Sociologie de l'Innovation (Centro de Sociología de la Innovación). Es un autor que influye en el campo de estudios de ciencia, tecnología y sociedad y uno de los principales autores de la Teoría del Actor-Red (ANT de sus siglas en inglés Actor Network Theory) junto con Bruno Latour.
Su principal contribución teórica fue haber elaborado junto con Bruno Latour y John Law la existente e innovadora teoría del actor - red , esta teoría consiste en el establecimiento gradual de una red en la que los actores humanos y no humanos asumen identidades de acuerdo a su estrategia interacción. Las cualidades y las identidades de los actores se definen a través de negociaciones entre los actores humanos y no humanos que tanto se ven como variables en el análisis de la actividad científica .
Los conceptos que ha acuñado o redefinido son muchos, incluyendo "actor-red", "traducción", "performatividad", "foro híbrido", "principio de simetría generalizada" y la "democracia técnica". 
Además de esto sus contribuciones y trabajos han tenido un efecto en muchos campos disciplinarios y abarcan un amplio espectro de cuestiones relativas a la interrelación entre la ciencia, la tecnología y la sociedad: STS, la política de la investigación, la Cienciometría, la Sociología económica y la democracia técnica, antropología de la ciencia y la sociedad, socioeconomía de la innovación, antropología de los mercados y la sociología de la medicina y salud.
Desde finales de la década de 1990, Michel Callon ha liderado el movimiento de aplicar enfoques, acercamientos e iniciativas con ANT  para estudiar la vida económica (dígase más específicamente los mercados económicos). Este trabajo interroga la interrelación entre la economía y las ciencias económicas (economy and economics) recalcando las formas en que las ciencias económicas (y disciplinas inspiradas en económica tal como la mercadotecnia) moldea la economía. 

## Carrera Reciente
Actualmente se ha conocido por el trabajo en " antropología económica de los mercados "  , la publicación de un libro titulado " Las Leyes de los Mercados "  .
También publicando recientemente junto con Pierre Lascoumes y Yannick Barthe un libro en francés sobre la democracia  técnica (ensayo sobre la democracia técnica. Paris. Le seuil. 2001).
El sociólogo Michel Callon ha sido reconocido por parte del Centre National de la Recherche Scientifique al otorgarle una medalla. También es miembro de la Sociedad para Estudios Sociales de Ciencia (Society for Social Studies of Science).

## Teoría del Actor-red
Esta teoría es uno de los trabajos más importantes de Michel Callon, la cual fue fundada junto con Bruno Latour y John Law. La teoría del actor-red, a menudo abreviado como ANT, es un enfoque distintivo a la teoría social y la investigación que se originó en el campo de los estudios de ciencia y tecnología. Aunque es más conocido por su controvertida insistencia en la agencia de los no humanos, ANT también se asocia con las críticas contundentes de la sociología convencional y crítico.
ANT trata de explicar cómo las redes semiótico-materiales se unen para actuar como un todo. En el enfoque de ANT, por ejemplo, un banco es a la vez una red y un actor que cuelga juntos, y para ciertos fines actúa como una sola entidad. Como parte de este puede mirar en estrategias explícitas para relacionar diferentes elementos juntos en una red de modo que formen un todo aparentemente coherente.
Estudiosos ANT también asumen, sin embargo, que tales actores-redes son potencialmente precaria. Relaciones necesitan ser repetidas ocasiones 'realiza' o la red se disolverá. (Así, por ejemplo, los empleados bancarios necesitan venir a trabajar cada día, y los ordenadores necesitan para seguir funcionando.) Además también asumen que las redes de relaciones que no son intrínsecamente coherente, y pueden contener efectivamente los conflictos (por ejemplo, puede haber malas relaciones laborales, o los programas informáticos pueden ser incompatibles).